# Anstruther
Anstruther, localmente,ˈeɪnstər, (Enster in scozzese, Eanstar in Gaelico scozzese) è una piccola città del Fife, in Scozia, a circa 15 km a sud sud-est da Saint Andrews.
Costituisce la più grande comunità della costa settentrionale del Firth of Forth, noto come East Neuk, con una popolazione di 3.442 persone (censimento 2001).
Anstruther, divisa da un piccolo corso d'acqua chiamato Dreel Burn, era originariamente un villaggio di pescatori; attualmente l'economia locale si basa sul turismo, sulla navigazione da diporto, con un'ampia ricettività anche per la presenza di un campo da golf.